# POW Entertainment
POW! Entertainment  (dove "Pow" è un acronimo di Purveyors of Wonder, ovvero "fornitori di meraviglie") è una compagnia di produzione di media statunitense, fondata da Gill Champion, Arthur Lieberman e dall'editore di fumetti Marvel Stan Lee nel 2001 come società per azioni.
La missione dell'azienda è quella di creare e poi distribuire (in proprio o a mezzo licenza), nuovi e originali marchi intellettuali, da sfruttare nel campo dell'animazione, delle serie televisive dal vero, e in altri formati ancora.

## Filmografia
- Who Wants to Be a Superhero?
- Stan Lee's Lightspeed
- Stan Lee's Mosaic
- Stan Lee Presents: The Condor